# Marko Rudić
Pour les articles homonymes, voir Rudić.
Marko Rudić, né le 17 janvier 1990 à Sarajevo, est un skieur alpin bosnienn. Il est spécialiste du slalom et du slalom géant.

## Biographie
Dans la Coupe du monde, il compte un départ en janvier 2010 au slalom de Zagreb, se soldant par un abandon.
Il a participé aux Championnats du monde de ski alpin en 2009, où il termine notamment 32e du slalom, 2011, 2013 et 2015.
Il a aussi participé aux Jeux olympiques d'hiver de 2010 et de 2014 (slalom et slalom géant). Son meilleur résultat est 36e du slalom à Vancouver en 2010. En 2010, il remporte les courses de slalom et de slalom géant aux Championnats de Bosnie-Herzégovine.
Il prend sa retraite sportive en 2017. Un an plus tard, il devient l'entraîneur de l'équipe hong-kongaise de ski alpin.

## Palmarès

### Jeux olympiques d'hiver
| Épreuve / Édition | Vancouver 2010 | Sotchi 2014 |
| Slalom géant      | 58e            | 49e         |
| Slalom            | 36e            | Abandon     |

### Championnats du monde
| Épreuve / Édition | Val d'Isère 2009 | Garmisch-Partenkirchen 2011 | Schladming 2013 | Beaver Creek 2015 |
| Slalom géant      | Abandon          | 56e                         | 58e             | 78e               |
| Slalom            | 32e              | 47e                         | Abandon         | Abandon           |